# Assemblée générale
Pour les articles homonymes, voir Assemblée générale (homonymie).

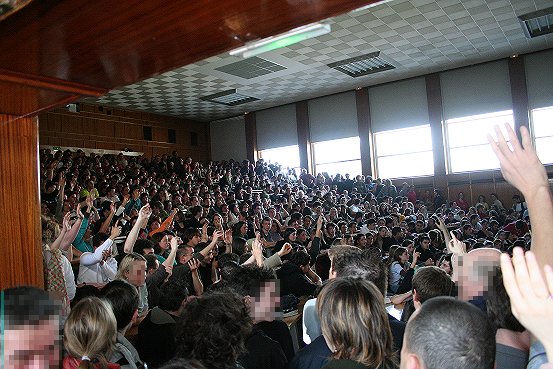
Assemblée générale étudiante à l'université de Bordeaux-I en 2006.

Une assemblée générale (AG) est le rassemblement de l'ensemble d'une communauté afin que les personnes de cette communauté rencontrent les chefs du conseil d'administration et puissent éventuellement prendre en charge des responsabilités. Généralement annuelles, les assemblées générales permettent aux dirigeants d'informer leurs commettants et à ceux-ci de voter sur des modifications du fonctionnement de l'organisation. Ce mode de fonctionnement est utilisé par plusieurs types d'organisations : associations à but non lucratif, syndicats, entreprises (pour leurs actionnaires ou associés).
L'assemblée générale désigne également, dans le cadre d'une action ou d'un mouvement social, le rassemblement dans le but de prendre des décisions d'action de travailleurs ou étudiants mobilisés.
Le lieu de réunion est fixé dans la convocation adressée aux membres de l'organisation considérée, au siège social ou tout autre lieu du département, sauf clause contraire prévue à la convention sociale.

## Associations et syndicats
Diverses associations (sportives, culturelles, étudiantes, etc.) fonctionnent sur la base d'assemblées générales. Ces assemblées générales, qui rassemblent l'ensemble des adhérents de l'association, ont des prérogatives et des pouvoirs définis par les statuts de l'association et peuvent procéder à l'examen de l'activité des responsables de l'association, notamment pour ce qui concerne la gestion financière, et élection des responsables ou dirigeants de l'organisation.
Si l'association compte de très nombreux membres, les statuts peuvent prévoir que l'assemblée générale ne réunira pas tous ces membres, mais seulement des délégués élus parmi eux, soit directement par les adhérents, soit par le biais d'assemblées générales rassemblant à un échelon local les adhérents pour désigner des délégués à l'échelon national ou régional qui constitueront une assemblée générale des délégués.
Dans le syndicalisme étudiant ou lycéens, la pratique de l'assemblée générale statutaire est comparable à celle des associations, dans la mesure où ces syndicats sont juridiquement régis par la loi de 1901 et non la loi sur les syndicats professionnels.
Au Québec, les procédures en assemblée générale sont généralement dictées par le Code Morin, mais de plus en plus d'associations d'étudiantes et d'étudiants adoptent le Code Véronneau.

## Entreprises sous forme de sociétés
Les sociétés par actions, ainsi que celles dont le capital est composé de parts sociales (SARL, Coopérative), tiennent chaque année une assemblée générale ordinaire des actionnaires, associés et sociétaires.
L'objet est notamment d'examiner les comptes de l'année précédente et de prendre des décisions concernant le conseil d'administration ou la gérance. C'est aussi l'assemblée générale qui décide de la répartition des bénéfices éventuels.
Elles peuvent aussi tenir des assemblées générales extraordinaires pour prendre des décisions particulières, notamment les modifications concernant les statuts. Lorsqu'une assemblée générale extraordinaire est effectuée sur une même séance qu'une assemblée générale ordinaire, on parle d'assemblée mixte.

## Juridictions françaises
Les juridictions françaises organisent régulièrement des assemblées générales regroupant certains de leurs membres.
Il existe plusieurs formes d'assemblées générales, réunissant selon le cas les magistrats du siège, les magistrats du parquet, l'ensemble des magistrats, les fonctionnaires du greffe ou l'ensemble des membres de la juridiction.
Au Conseil d'État, l'assemblée générale désigne l'une des formations administratives du Conseil, qui ne réunit pas l'ensemble des membres de la juridiction, même sous sa forme plénière.

## Mobilisations
Dans le cadre d’une mobilisation, l'assemblée générale rassemble les travailleurs d’un même lieu de travail, ou d’un même secteur d’activité sur une zone géographique définie.
Ces assemblées sont en général organisées grâce à un bureau constitué d'un président, d'un secrétaire et d'un modérateur (éventuellement chacun de ses postes peut être assumé par plusieurs personnes). Ces personnes sont là pour permettre que les débats se passent dans le calme, que l'ordre du jour soit respecté et que chacun ait droit à la parole. Ce bureau d’assemblée générale est normalement élu en ouverture de séance.
Aucune règle formelle ne s'impose cependant, dans la mesure où une Assemblée générale n'a aucun statut juridique. Contrairement aux assemblées générales statutaires des associations, il n'y a obligation ni de convocation adressée aux participants potentiels, ni de vérification de la qualité pour participer aux réunions, ni de définition des prérogatives.
De fait, ces assemblées générales rassemblent souvent principalement ceux qui sont déjà mobilisés pour décider de la poursuite ou non de leur action.
Pour leurs partisans, le caractère démocratique repose sur le fait que lors d'une assemblée générale chaque personne présente a le même poids lors de la discussion et de la prise de décision. Leur but est d'aboutir à des décisions les plus consensuelles possibles afin que les actions entreprises le soient de la façon la plus démocratique possible.

### Exemple d'assemblées générales
En mars 2006, dans la plupart des universités françaises, des assemblées générales se sont tenues afin de décider des actions à mener dans le cadre de la mobilisation contre la loi pour l'égalité des chances (dont l'élément le plus médiatisé fut le CPE qui fut finalement retiré), le CNE et les suppressions de postes dans l'éducation nationale. Ces assemblées générales se sont coordonnées au niveau national au sein de la coordination nationale étudiante afin de mener des actions concertées.
En 2008 comme en 2009, plusieurs présidents d'université proposèrent la mise en place de votes sans débat organisés par eux et non par les étudiants, afin de contrer les assemblées générales.

### Sur la démocratie
- Démocratie participative
- Démocratie directe
- Landsgemeinde, institution de la démocratie directe dans certains cantons suisses
- Démocratie
- Grève